# Пайвань
Пайвань (кит. 排灣族) — народность тайваньских аборигенов, говорящая на пайваньском языке. В 2000 году пайвань насчитывало 70 331 человек. Это третий по численности аборигенский народ Тайваня, составляющий 17,7 % коренного населения. Территория племени — крайняя южная оконечность острова (восточное побережье).
Племя пайвань отличается особыми ритуалами Масару и Малевек. Масару — ритуал праздника урожая риса. Малевек — ритуал памяти предков или богов.

## История
Значительной фигурой племени был высший вождь Токеток (卓其督; около 1817—1874), он смог объединить 18 пайваньских племён, в 1867 году он заключил договор с китайцами и европейцами, гарантирующий безопасность судов, причаливающих к землям пайвань, в обмен на освобождение соплеменника, который убил в 1867 году экипаж корабля Rover.
В 1871 году корабль с острова Окинава причалил к южному побережью Тайваня, и у 33 членов экипажа были отрублены головы. Китайская администрация отказалась отвечать за действия «диких» аборигенов (台灣生番), которые были за пределами китайской юрисдикции. Это привело к японской военной экспедиции 1874 года на Тайвань.